# Megachile impartita
Megachile impartita är en biart som beskrevs av Mitchell 1934. Megachile impartita ingår i släktet tapetserarbin, och familjen buksamlarbin. Inga underarter finns listade i Catalogue of Life.